# Moja łódź podwodna
Moja łódź podwodna (ang. Submarine) – brytyjsko-amerykański komediodramat z 2010 roku w reżyserii Richarda Ayoade'a, będący jego pełnometrażowym debiutem. Ekranizacja opowiadania Joego Dunthorne’a.

## Fabuła
Piętnastoletni Oliver (Craig Roberts) mieszka w walijskim miasteczku, w którym nic się nie dzieje. Patrzy na siebie i swoje życie jakby był bohaterem filmu, przez co nawet najdrobniejsze wydarzenia urastają w jego wyobraźni do przygód godnych superprodukcji, ba, może nawet wielu filmów, które mogliby wyreżyserować Jean Luc Godard i Steven Spielberg... w duecie. Pokazałby w nich swoje specyficzne cechy. Na przykład, jak uwodzi Jordanę Bevan (Yasmin Paige) za pomocą siły umysłu, momenty transcendencji, gdy wyleczy ojca z depresji. I marzy, by prasa przy ich opisywaniu używała takich przymiotników jak „olśniewający”, „porywający”.

## Obsada
- Craig Roberts jako Oliver Tate
- Yasmin Paige jako Jordana Bevan
- Sally Hawkins jako Jill Tate
- Noah Taylor jako Lloyd Tate
- Paddy Considine jako Graham
- Gemma Chan jako Kim-Lin
- Steffan Rhodri jako pan Davey
- Melanie Walters jako Judie Bevan

## Produkcja
Zdjęcia kręcono w walijskim mieście Swansea.